# シャイン・レスリング
シャイン・レスリング（Shine Wrestling）は、アメリカ合衆国のフロリダ州を拠点としている女子プロレス団体。

## 歴史
2012年、SWA創始者のデイブ・プラザックが設立して女子レスラーのレキシー・ファイフとともに運営している。
7月20日、旗揚げ戦を開催。
フロリダ州イボールシティのオルフェウムでインターネットPPV興行として開催している。
2013年9月18日、ヴィトー・ログラッソのスクールと提携して養成所を設置すると発表。

## タイトル
- SHINE王座
- SHINEタッグ王座

## 参戦選手
- アリシン・ケイ
- ブランディ・ワイン（Brandi Wine）
- チェリーボム
- クリスティーナ・ヴォン・イーリー
- ヘイディ・ラブラス
- イベリッセ（英語版）
- ジャズ
- ジェシカ・ハヴォック（英語版）
- ジェシー・ベル・スマザーズ（英語版）
- キンバー・リー
- キンバリー（Kimberly）
- レヴァ・ベイツ（英語版）
- マリア・ホサカ
- メルセデス・マルチネス
- ミア・イム
- ミスチフ
- ネヴァー（Never）
- サッシー・ステファニー（英語版）
- セリーナ・ディーブ
- ソロ・ダーリン（英語版）
- シュー・ヤン
- テイラー・メイド
- トレイシー・テイラー（Tracy Taylor）